# Hoornbeeck College
Het Hoornbeeck College is een reformatorische school die onderwijs aanbiedt op mbo-niveau. De hoofdvestiging staat in Amersfoort en er zijn nevenvestigingen in Apeldoorn, Goes, Gouda, Kampen en Rotterdam. De naam van de school is ontleend aan de reformatorische hoogleraar Johannes Hoornbeeck.
In 2020 werd het Hoornbeeck College voor de elfde keer tot beste mbo-school van Nederland uitgeroepen. Het Hoornbeeck College biedt meer dan 90 opleidingen aan in de sectoren Economie & Handel, Gezondheidszorg & Welzijn, Technologie en Dienstverlening.

## Identiteit
Samen met het Van Lodenstein College maakt de school deel uit van de Stichting voor Onderwijs op Reformatorische Grondslag. Voor de dagelijkse praktijk in de school geldt de Bijbel als grondslag en richtsnoer. Van de ouders wordt verwacht dat ze de principiële uitgangspunten van de school onderschrijven. 
De school geeft aan dat voor de leerlingen in lijn met de religieuze achtergrond gepast is zich terughoudend op te stellen ten opzichte van 'de wereld', het zogenoemde 'Bijbels vreemdelingschap'. Mede daarom voert het college een toelatingsbeleid. Zo moet een leerling naar een reformatorische kerk gaan en geloven in de Drie-eenheid van God. Ook moet een leerling gedoopt zijn.

## Bestuur
Elke vestiging van het Hoornbeeck College heeft een eigen lokaal bestuur. Daarnaast is er een overkoepelend bestuur, dat tegelijk het bestuur vormt van het eveneens in Amersfoort gevestigde Van Lodenstein College.
- International Standard Name Identifier: 0000 0004 0533 5774